# Michael Wild
Michael Wild (* 27. März 1981) ist ein englischer Snookerspieler aus Oldham.

## Karriere

### Anfänge und Main-Tour-Jahr
Michael Wild spielte mit 11 Jahren erstmals in einem Snookerclub und bekam mit 12 einen eigenen Snookertisch. Nur vier Jahre später spielte er erstmals auf der Snooker Main Tour mit. Beim Masters-Wildcard-Turnier erreichte er Runde 3 und bei seiner ersten Weltmeisterschaft gewann er das Auftaktmatch. Er nahm auch an der UK Tour teil, um sich einen festen Platz im Profifeld zu sichern. Dies gelang ihm jedoch in der Folge nicht, obwohl er bei den Weltmeisterschaften immer wieder die eine oder andere Runde überstand.
In der Saison 2001/02 machte er dann erstmals bei den Qualifikationsturnieren der Challenge Tour kleinere Fortschritte und erreichte beim Masters-Wildcard-Turnier die Runde der letzten 64. Im Jahr darauf gelang ihm der große Erfolg, er erreichte bei den Challenge-Turnieren zweimal das Achtelfinale und sicherte sich als einer der sechs besten der Tourwertung einen Main-Tour-Platz. Er spielte bei allen großen Turnieren, doch lediglich bei den British Open gelangen ihm zwei Siege und Platz 121 in der Snookerweltrangliste. So musste er nach nur einem Jahr wieder auf die Challenge Tour, wo ein Achtelfinale als bestes Ergebnis diesmal aber zu wenig war.
In der Saison 2005/06 wurde die Challenge Tour von der Pontin’s International Open Series (PIOS) abgelöst. Gleich im ersten Turnier erreichte Wild das Halbfinale und ließ weitere gute Ergebnisse folgen, verlor dann aber in den letzten beiden Turnieren sein Auftaktspiel und kam insgesamt nicht über Platz 15 hinaus. In diesem Jahr gewann er die Dutch Open mit einem 6:5-Finalsieg gegen Mark King. Zwei Jahre später erreichte er bei der PIOS wieder ein Halbfinale und im Turnier darauf sogar das Finale, andere schlechte Ergebnisse verhinderten aber erneut den Sprung unter die besten Acht der Gesamtwertung, die auf die Main Tour durften. Auch in den letzten beiden Jahren der PIOS-Qualifikation spielte er zwar immer im Mittelfeld mit, gehörte aber nie zu den Gewinnern.

### Qualifikationsversuche und späte Tourrückkehr
In der Saison 2010/11 gab es dann mehrere Neuerungen im Profisnooker. Amateure durften bei der Players Tour Championship, einer Minor-Ranking-Serie der Main Tour, mitspielen und mit Siegen gegen die Profis Kuldesh Johal bzw. Adrian Gunnell erreichte Michael Wild zweimal die zweite Hauptrunde, davon einmal beim Paul Hunter Classic in Fürth. Neu ab dieser Saison war auch die Q School, bei der man sich bei drei Turnieren direkt für die Main Tour qualifizieren konnte. Beim zweiten Turnier scheiterte er im entscheidenden Gruppenfinale trotz 3:1-Führung mit 3:4 gegen David Morris. Im Jahr darauf konnte er diese Ergebnisse nicht mehr ganz wiederholen, erreichte aber immerhin einmal das Halb- und einmal das Viertelfinale seiner Q-School-Gruppe. Damit gehörte er zu den besten Nichtqualifizierten und durfte im Jahr darauf als Amateur an den Qualifikationsrunden der Weltranglistenturniere teilnehmen. Bei den Australian Open besiegte er Simon Bedford und Steve Davis und verpasste gegen Ken Doherty klar den Sprung ins Hauptturnier. Beim Paul Hunter Classic 2012 erreichte er erstmals bei einem PTC-Turnier das Achtelfinale, unter anderem mit einem 4:0-Sieg über Marcus Campbell, und erneut war es Doherty, der ihn stoppte, diesmal aber knapp mit 4:3. Noch zwei weitere Male verlor er in dieser Saison mit demselben Ergebnis gegen den Iren.
2013 trat Wild nicht in der Q School an, so dass er danach nur auf der Players Tour spielen konnte, da aber keine besonderen Ergebnisse mehr erreichte. Nachdem er in der Q School 2014 nach einem Halbfinalaus erneut die Main-Tour-Qualifikation verpasst hatte, blieb er im Jahr darauf sowohl den PTC-Turnieren als auch der Q School fern. Er spielte jedoch erfolgreich in der English Ranking Series und wurde Nummer eins der englischen Rangliste. Dies verhalf ihm zu einem Startplatz bei der Amateureuropameisterschaft. Auch dort spielte er erfolgreich und besiegte im Halbfinale den deutschen Nachwuchsspieler Lukas Kleckers. Im Finale setzte er sich mit 7:4 gegen den Waliser Jamie Rhys Clarke durch und holte sich den Titel. Da der Europameister aber auch die Startberechtigung für die Main Tour bekam, kehrte er so doch noch mit 34 Jahren in den Profisnooker zurück. Für die folgenden beiden Spielzeiten bekam er die Startberechtigung für alle Profiturniere.
Sein erstes Match in der Saison 2015/16 in der Shanghai-Masters-Qualifikation verlor er jedoch deutlich mit 0:5 gegen Liam Highfield. In der Qualifikation zur International Championship gewann er überraschend deutlich mit 6:0 gegen den Weltranglistensiebten Judd Trump, im Hauptturnier verlor er aber wieder mit 0:6 gegen Sanderson Lam. Erst spielte nur wenige weitere Turniere in dieser Saison und verlor alle weiteren Matches. Erst in der Saison darauf gelangen ihm wieder Siege beim European Masters, wo ihm zum ersten Mal der Einzug in die Runde der letzten 32 eines vollwertigen Ranglistenturniers gelang.

## Titel und Erfolge
- Amateureuropameister 2015
- Sieger der InterConnect Dutch Open 2006